# Широков, Павел Дмитриевич
Па́вел Дми́триевич Широ́ков (1893 — 1963) — русский поэт-эгофутурист 1910-х годов.

## Биография
Павел Широков родился в 1893 году.

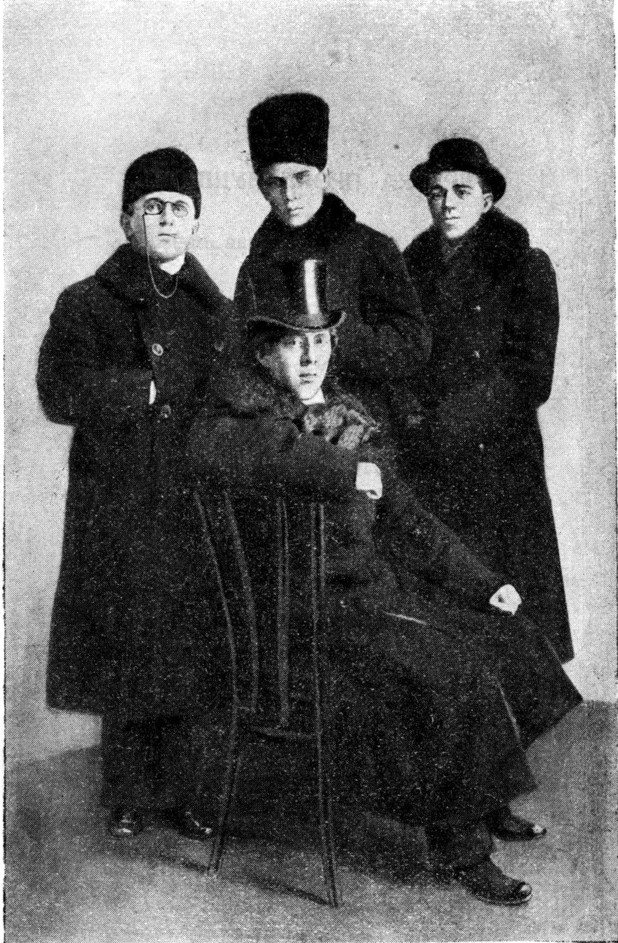
Ареопаг «Интуитивной Ассоциации Эго-Футуризм». Стоят слева направо Дмитрий Крючков, Василиск Гнедов, Павел Широков, сидит Иван Игнатьев

Был членом «Интуитивной Ассоциации Эго-Футуризм», входил в её «ареопаг». Близко дружил с поэтом, лидером петербургских эгофутуристов Иваном Игнатьевым, который помог ему издать первую книгу.
Первые два стихотворных сборника «Розы в вине» (1912) и «В и Вне: Поэзы. II» (1913) были выпущены под маркой эгофутуристического издательства «Петербургский глашатай».
В 1914 году, после того как эгофутуристическая ассоциация прекратила существование, совместно с поэтом Василиском Гнедовым выпустил «Книгу Великих».
Публиковался в альманахах футуристических групп «Мезонин поэзии» и «Центрифуга» и других: «Орлы над пропастью», «Дары Адонису», «Засахаре кры», «Руконог», «Второй сборник „Центрифуги“», «Крематорий здравомыслия».
В дальнейшем оставил литературу, не публиковался.
Умер в 1963 году.

## Особенности творчества
Широков активно осваивал эстетику эгофутуризма в своих произведениях. Он часто использовал неологизмы, построенные по словообразовательным моделям, которые использовал Игорь Северянин и близкие ему поэты: «ожурчиться», «весениться», «отрелить», «алебастровость», «Греээлия». Также Широков использует салонные мотивы, иноязычную лексику: «глетчер», «трэн».
Собственные стихи Широков, как и Северянин, называл поэзами, использовал старинные поэтические формы — триолеты, виреле и другие.
В сборнике «В и Вне: Поэзы. II» Широков обращается к более авангардной поэзии, смелее экспериментирует со словами. В нём также возникает урбанистическая тема, которая получила развитие в сборнике «Книга Великих».  

## Критика
Валерий Брюсов сочувственно отнёсся к поэзии Широкова, противопоставив её крайним явлениям футуризма, которые для него олицетворяли Владимир Маяковский, Велимир Хлебников и Алексей Кручёных. По мнению Брюсова, в стихах Широкова есть новые приёмы поэтической выразительности, удачные выражения, «ещё не нарушающие резко обычных приёмов живописания в поэзии, но всё же характерно „футуристические“». 
Литературовед Владимир Марков отмечает, что в большей части своих произведений Широков оставался чуть более чем подражателем. При этом он обращает внимание на прогресс во втором сборнике «В и Вне: Поэзы. II», где поэт радикальнее экспериментирует с лексикой. Поэма «Итог», по мнению Маркова, демонстрирует, что оценка Широковым эгофутуризма стала более критической.
Неоднозначно восприняла критика тему урбанизма в творчестве Широкова. И. Полозов в предисловии к сборнику «Книга Великих» называл его «поэтом Города»: «Он понимает Город, потому что любит его. Разве не возвещает поэма „Да здравствует Реклама!“ о том, что городская жизнь — нечто новое, что Город даже гения заставляет рекламироваться?» Совсем иного мнения о том же стихотворении, в котором поэт призывает: «— Покупайте поэзы Широкова! // Широков — величайший поэт!», был критик под криптонимом Нео, отмечавший в журнале «Златоцвет», что Широков «пишет о себе так, как будто бы речь о патентованном средстве от запора».